# Myrslamfluga
Myrslamfluga (Eristalis cryptarum) är en tvåvingeart som först beskrevs av Fabricius 1794.  Myrslamfluga ingår i släktet slamflugor, och familjen blomflugor. Arten är reproducerande i Sverige. Inga underarter finns listade i Catalogue of Life.

## Bildgalleri

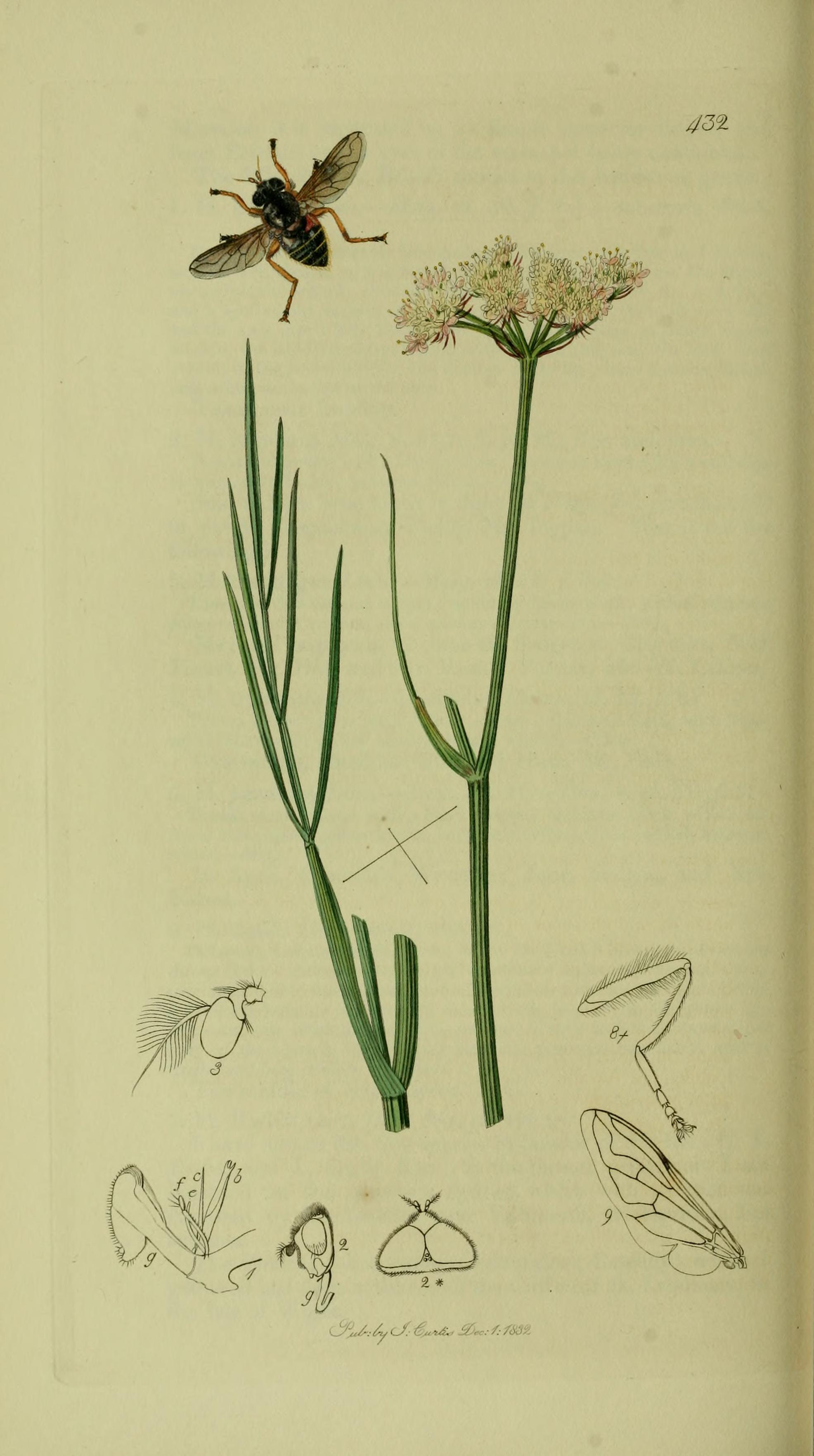